# Lipoveni (Rumunia)
Lipoveni (ros. Соколинцы, Sokolincy) – wieś w Rumunii, w okręgu Suczawa, w gminie Mitocu Dragomirnei. W 2011 roku liczyła 428 mieszkańców. 